# كارولي نيميث
كارولي نيميث هو سياسي مجري، ولد في 14 ديسمبر 1922 في Páka ‏ في المجر، وتوفي في 12 مارس 2008 في بودابست في المجر. نشط حزبياً في حزب العمال الاشتراكي المجري. وقد انتخب President of the Presidential Council of the Hungarian People's Republic ‏ (25 يونيو 1987 – 29 يونيو 1988) وانتخب عضو الجمعية الوطنية المجرية ‏ خلال فترته النيابية ‏ (16 نوفمبر 1958 – 29 يونيو 1989).

## وصلات خارجية
- كارولي نيميث على موقع مونزينجر (الألمانية)